# Caulotops distanti
Caulotops distanti är en insektsart som först beskrevs av Reuter 1905.  Caulotops distanti ingår i släktet Caulotops och familjen ängsskinnbaggar. Inga underarter finns listade i Catalogue of Life.